# Bonnie Morgan
Bonnie Morgan (...) è un'attrice e contorsionista statunitense.

## Biografia
Bonnie Morgan crebbe in una famiglia di circensi. È una manipolatrice articolare professionista e ha recitato come clown oltre ad aver studiato come attrice classica. Ha recitato in numerosi spot pubblicitari e detiene un record registrato tra i Guinness World Records, quello di essere stata per circa tre minuti con altre due persone in una scatola di due per due piedi di base.
È apparsa in molti film come Piranha 3D, Minority Report, Fright Night - Il vampiro della porta accanto ed è apparsa nel ruolo di Beth nel cortometraggio Sorority Pillow Fight al fianco di Michelle Rodriguez. Inoltre ha fatto da controfigura nel film Hellboy: The Golden Army, grazie al quale ha ottenuto la nomination per la miglior controfigura cinematografica agli Screen Actors Guild Award, e nel docufilm horror di William Brent Bell L'altra faccia del diavolo.

## Filmografia

### Attrice

#### Cinema
- La fantastica aventura dell'orso Goldy, regia di John Quinn (1994)
- Il Grinch, regia di Ron Howard (2000)
- Bubble Boy, regia di Blair Hayes (2001)
- Maial College, regia di Walt Becker (2002)
- Minority Report, regia di Steven Spielberg (2002)
- The Burrowers, regia di J.T. Petty (2008)
- Transylmania, regia di David Hillenbrand e Scott Hillenbrand (2009)
- Piranha 3D, regia di Alexandre Aja (2010)
- The Arcadian, regia di Dekker Dreyer (2011)
- Fright - Il vampiro della porta accanto (Fright), regia di Craig Gillespie (2011)
- L'altra faccia del diavolo (The Devil Inside), regia di William Brent Bell (2012)
- Disappearing Bakersfield, regia di Sophiah Koikas (2012)
- Meth Head, regia di Jane Clark (2013)
- Fear Clinic, regia di Robert Hall (2015)
- The Last Witch Hunter - L'ultimo cacciatore di streghe (The Last Witch Hunter), regia di Breck Eisner (2015)
- Bedevil - Non installarla (Bedevil), regia di Abel Vang e Burlee Vang (2016)
- The Ring 3 (Rings), regia di F. Javier Gutiérrez (2017)

#### Televisione
- Lenny - serie TV, 1 episodio (1990)
- In viaggio nel tempo - serie TV, 1 episodio (1992)
- Blossom - serie TV, 1 episodio (1992)
- La tata - serie TV, 1 episodio (1994)
- Sister,Sister - serie TV, 1 episodio (1995)
- La signora del West - serie TV, 1 episodio (1996)
- Una bionda per papà - serie TV, 1 episodio (1996)
- Primetime Glick - serie TV, 1 episodio (2001)
- Providence - serie TV, 1 episodio (2002)
- Passions - serie TV, 3 episodi (2003-2004)
- All That - serie TV, 3 episodi (2005)
- George Lopez - serie TV, 1 episodio (2005)
- Zack e Cody al Grand Hotel - serie TV, 1 episodio (2005)
- Xtreme Fakeovers - serie TV, 1 episodio (2005)
- Zoey 101 - serie TV, 2 episodi (2005-2006)
- The Naked Trucker and T-Bones Show - serie TV, 1 episodio (2007)
- Mind of Mencia - serie TV, 1 episodio (2008)
- Terminator: The Sara Connor Chronicles - serie TV, 1 episodio (2008)
- Castle - serie TV, episodio 2x12 (2010)
- Big Time Rush - serie TV, 1 episodio (2010)
- No Ordinary Family - serie TV, 1 episodio (2010)
- Shameless - serie TV, 1 episodio (2011)
- CollegeHumor Originals - serie TV, 1 episodio (2011)
- A.N.T. Farm - Accademia Nuovi Talenti - serie TV, 3 episodi (2011)
- C'è sempre il sole a Philadelphia - serie TV, 1 episodio (2012)
- Criminald Minds - serie TV, 2 episodi (2012-2013)
- CIS - Scena del crimine - serie TV, 2 episodi (2001-2013)
- Blunt Talk - serie TV, 2 episodi (2015-2016)
- Fameless - serie TV, 1 episodio (2017)
- Star Trek: Discovery - serie TV, 1 episodio (2017)
- Una serie di sfortunati eventi - serie TV, 3 episodi (2018-2019)

#### Cortometraggi
- The Pool Boy, regia di Katy Kurtzman (2001)
- Maro, regia di Michael P. Tedford (2008)
- The Magician, regia di Adam Franklin (2013)

### Doppiatrice
- Dante's Hell Animated - cortometraggio (2013)
- Days Gone -  videogioco (2019)